# Чука (футбольный клуб)
Чука (англ. Chooka Talesh FC) — иранский футбольный клуб, базирующийся в Tалышском шахрестане Ирана. В настоящее время они участвуют во 2 лиге.

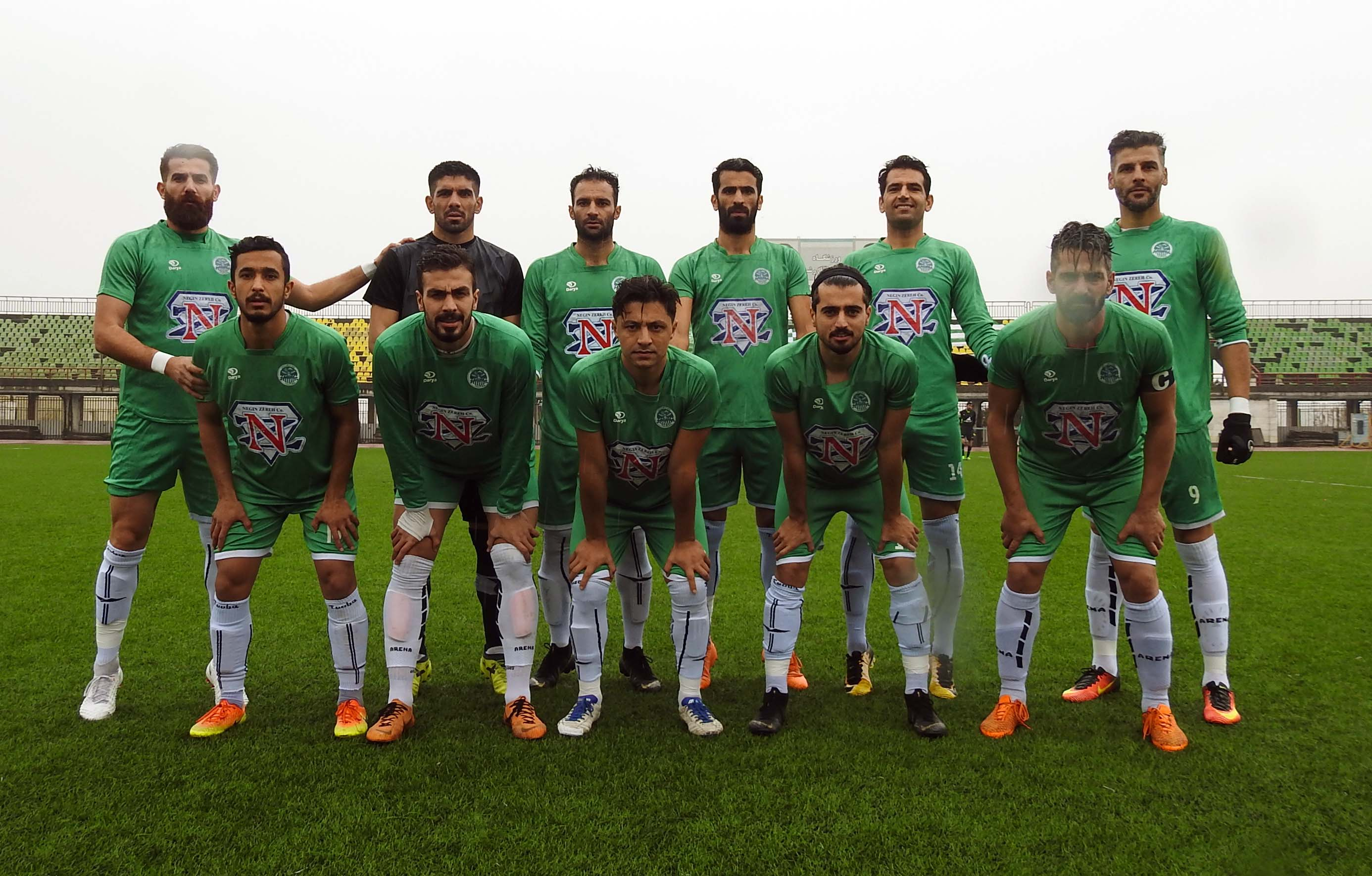
Команда клуба

## История

### Чука Анзали
В 1991 году футбольный клуб Чука Анзали был основан в Анзали, провинции Гилян. Они были переведены в лигу Азадеган (в то время высшая лига Ирана) в 1993 году после победы во 2-м дивизионе. Клуб был понижен в 1995 году и получил повышение еще в 1998 году.

### Чука Талеш
В том же году клуб снова поднялся на высший уровень, и они переехали в город Талеш. Команда быстро стала известна своими болельщиками, так как, несмотря на небольшой размер города, билеты на все игры полностью распродавались. В 2000 году ФК Чока Талеш снова попала во второй дивизион, а в 2007 году они опустились до четвертого. Название команды «Чука» происходит с талышского языка и означает «орёл».